# Нибо (Илиноис)
Нибо (енгл. Nebo) град је у америчкој савезној држави Илиноис.

## Демографија
По попису из 2010. године број становника је 340, што је 68 (-16,7%) становника мање него 2000. године.
| Група             | 2000.       | 2010.       |
| Белци             | 394 (96,6%) | 333 (97,9%) |
| Афроамериканци    | 0 (0,0%)    | 0 (0,0%)    |
| Азијати           | 0 (0,0%)    | 0 (0,0%)    |
| Хиспаноамериканци | 8 (2,0%)    | 3 (0,9%)    |
| Укупно            | 408         | 340         |